# محافظة إسبايلات
محافظة إسبايلات (بالإسبانية: Provincia de Espaillat)‏ هي محافظة في جمهورية الدومينيكان، بلغ عدد سكانها 390,478 نسمة وذلك حسب إحصائيات سنة 2021، عاصمتها موكا، تبلغ مساحتها 838.62 كيلومتر مربع.